# 科肖瓦尔泰利诺
科肖瓦尔泰利诺（義大利語：Cosio Valtellino），是意大利松德里奥省的一个市镇。总面积23平方公里，人口5428人，人口密度236.0人/平方公里（2009年）。国家统计（ISTAT）代码为014024。